# Jerzy Buzek
Jerzy Karol Buzek (ur. 3 lipca 1940 w Śmiłowicach) – polski polityk i inżynier, profesor nauk technicznych. W latach 1997–2001 prezes Rady Ministrów, w latach 2009–2012 przewodniczący Parlamentu Europejskiego.
Działacz opozycji demokratycznej w PRL. W latach 1997–2001 poseł na Sejm III kadencji, w latach 1998–2001 przewodniczący Komitetu Integracji Europejskiej, jeden z liderów Akcji Wyborczej Solidarność, w latach 1999–2001 przewodniczący Ruchu Społecznego AWS, w latach 2004–2024 poseł do Parlamentu Europejskiego VI, VII, VIII i IX kadencji. Kawaler Orderu Orła Białego.

## Życiorys

### Rodzina i pochodzenie
Wywodzi się z ewangelickiej rodziny ze Śląska Cieszyńskiego. Bratem jego dziadka był Józef Buzek, przedwojenny senator I kadencji i organizator Głównego Urzędu Statystycznego. Ojciec Jerzego Buzka, Paweł (zm. 1953), z zawodu był inżynierem. Matka, Bronisława z domu Szczuka (zm. 2003), była córką Jana Szczuki, nauczyciela i organisty ze Śmiłowic. Po zakończeniu II wojny światowej rodzina Buzków z dwójką dzieci (Heleną i Jerzym) zamieszkała w Chorzowie.

### Wykształcenie i działalność naukowa
Uczył się w Szkole Podstawowej nr 24 w Chorzowie, a po jej ukończeniu – w latach 1953–1957 – w I Liceum Ogólnokształcącym im. Juliusza Słowackiego.
Ukończył studia na Wydziale Mechanicznym Energetycznym Politechniki Śląskiej w 1963 ze specjalizacją w zakresie mechaniki i energetyki. W 1969 obronił doktorat, habilitował się w 1979. W 1997 otrzymał tytuł naukowy profesora nauk technicznych. Specjalizował się w zagadnieniach takich jak ochrona środowiska, procesy chemiczne w inżynierii ochrony środowiska, wymiana masy.
W 1963 podjął pracę w Instytucie Inżynierii Chemicznej Polskiej Akademii Nauk w Gliwicach. Na początku lat 70. przebywał na stażu w University of Cambridge. W 1974 został nauczycielem akademickim na Politechnice Śląskiej, a w 1994 wykładowcą na Politechnice Opolskiej. Przez trzynaście lat w PAN kierował zespołem eksperckim ds. ochrony powietrza.
Po przegranych wyborach parlamentarnych w 2001 został wykładowcą i prorektorem ds. nauki Akademii Polonijnej w Częstochowie. Był także członkiem i sekretarzem naukowym Komitetu Naukowego Inżynierii Chemicznej i Procesowej Polskiej Akademii Nauk w Gliwicach.

### Działalność społeczna i polityczna

#### Działalność opozycyjna i związkowa
We wrześniu 1980 wstąpił do Niezależnego Samorządnego Związku Zawodowego „Solidarność”, został przewodniczącym komisji zakładowej w swoim miejscu pracy. Współtworzył struktury górnośląskie, a następnie działał w Komisji Porozumiewawczej Nauki przy NSZZ „S”. W lipcu 1981 został wybrany na delegata na I Krajowy Zjazd Delegatów „S” w Gdańsku. wszedł w skład prezydium zjazdu, w jego pierwszej turze był jednym z prowadzących obrady, w drugiej – został przewodniczącym prezydium zjazdu. Po wprowadzeniu stanu wojennego uniknął internowania, od stycznia 1982 był jednym z wydawców i redaktorem naczelnym dwutygodnika „Regionalny Informator Solidarności Śląsko-Dąbrowskiej”. Tę ostatnią funkcję pełnił przez rok. W maju 1982 utworzył działającą w podziemiu strukturę „S” – tzw. Regionalną Komisję Konsultacyjną, przekształconą w styczniu 1983 w Regionalną Komisję Wykonawczą (został jej przewodniczącym). Jako przedstawiciel najpierw RKK, następnie RKW współpracował z Tymczasową Komisją Koordynacyjną, chociaż nie został jej formalnym członkiem. Posługiwał się pseudonimami Hubert i Karol. W czerwcu 1983 na stanowisku przewodniczącego RKW zastąpił go formalnie Tadeusz Jedynak, w praktyce dalej Jerzy Buzek kierował bieżącymi pracami komisji i uczestniczył w pracach TKK jako tzw. łącznik merytoryczny. W tym samym roku został koordynatorem zespołu łączników merytorycznych ze wszystkich regionów, odpowiadał za merytoryczne przygotowanie zebrań TKK, w tym projektów oświadczeń i wypowiedzi programowych. Pełnił tę funkcję do lipca 1986, następnie ograniczył działalność opozycyjną z uwagi na poważną chorobę córki, a w 1987 wyjechał za granicę w celu podjęcia jej leczenia.
Działalność związkową kontynuował po 1989, wchodził w skład władz regionalnych i krajowych związku, był także przewodniczącym IV, V i VI krajowego zjazdu delegatów. W 1991 kandydował do Sejmu z listy NSZZ „S”.

#### Prezes Rady Ministrów
Został członkiem zespołu ekspertów Akcji Wyborczej Solidarność i współautorem gospodarczego programu AWS. W wyborach w 1997 otrzymał 1488 głosów w okręgu gliwickim. Mandat posła na Sejm III kadencji uzyskał z listy krajowej AWS.
Od października 1997 do października 2001 pełnił funkcję premiera, stojąc na czele gabinetu tworzonego przez koalicję AWS-UW, potem mniejszościowego rządu AWS. Po objęciu urzędu zawiesił członkostwo w NSZZ „Solidarność”. W 1998 został przewodniczącym Ruchu Społecznego AWS, a w 2000 stanął na czele całej AWS. W okresie jego rządów Polska przystąpiła do NATO, prowadzono także negocjacje nad członkostwem w Unii Europejskiej. Kierowany przez niego rząd wprowadził tzw. cztery reformy (emerytalną, zdrowia, administracji i oświaty). Jerzy Buzek był pierwszym w historii Polski luteraninem na stanowisku premiera, a także pierwszym premierem III RP urzędującym przez pełną czteroletnią kadencję parlamentu.

#### Działalność od 2001
W wyborach w 2001 nie uzyskał poselskiej reelekcji, kandydując z ramienia AWSP, która nie przekroczyła progu wyborczego. Zrezygnował następnie ze stanowiska przewodniczącego Ruchu Społecznego AWS, ustępując na rzecz Mieczysława Janowskiego.
13 czerwca 2004 został wybrany na posła do Parlamentu Europejskiego z listy Platformy Obywatelskiej. Uzyskał w wyborach 173 389 głosów (to jest 22,14% wszystkich głosów oddanych w okręgu katowickim i najlepszy wynik w całym kraju). W Parlamencie Europejskim przystąpił do największej frakcji politycznej, Europejskiej Partii Ludowej – Europejskich Demokratów (EPP-ED). W VI kadencji został członkiem Komisji Przemysłu, Badań Naukowych i Energii oraz Ochrony Środowiska, Zdrowia Publicznego i Bezpieczeństwa Żywności. Pracował w Stałej Delegacji Parlamentu Europejskiego UE-Ukraina oraz w Delegacji do spraw stosunków z państwami Azji Południowo-Wschodniej i Stowarzyszeniem Państw Azji Południowo-Wschodniej (ASEAN).
W 2009 z ramienia Platformy Obywatelskiej po raz drugi został eurodeputowanym z okręgu katowickiego, uzyskując najwyższe poparcie w skali kraju. Głosowało na niego 393 117 osób (ponad 42% wszystkich głosów oddanych w tym okręgu). Wkrótce po wyborach został członkiem PO. 14 lipca 2009 został wybrany na przewodniczącego Parlamentu Europejskiego. Za jego kandydaturą głosowało 555 z 713 biorących udział w wyborze eurodeputowanych. Funkcję tę pełnił do 17 stycznia 2012. W 2010 został członkiem Komitetu Doradczego Europejskiej Sieci Pamięć i Solidarność.
W 2014 po raz trzeci z rzędu uzyskał mandat posła do Parlamentu Europejskiego. Został przewodniczącym Komisji Przemysłu, Badań Naukowych i Energii oraz Konferencji Przewodniczących Komisji Parlamentu Europejskiego. W 2019 z powodzeniem ubiegał się o reelekcję z listy Koalicji Europejskiej. W kwietniu 2024 ogłosił, że nie wystartuje w kolejnych wyborach do Parlamentu Europejskiego. W grudniu tego samego roku został powołany na stanowisko społecznego doradcy ministra do spraw Unii Europejskiej.

## Życie prywatne
Jest członkiem Kościoła Ewangelicko-Augsburskiego w RP. Jego żoną została Ludgarda Buzek. Ma córkę Agatę.

## Wyniki w wyborach ogólnopolskich
| Wybory | Komitet wyborczy                   | Komitet wyborczy                   | Organ                            | Okręg | Wynik            |
| ------ | ---------------------------------- | ---------------------------------- | -------------------------------- | ----- | ---------------- |
| 1991   |                                    | NSZZ „Solidarność”                 | Sejm I kadencji                  | nr 37 | 1678 (0,47%)     |
| 1997   |                                    | Akcja Wyborcza Solidarność         | Sejm III kadencji                | nr 17 | 1488 (0,35%)     |
| 2001   |                                    | Akcja Wyborcza Solidarność Prawicy | Sejm IV kadencji                 | nr 31 | 32 865 (9,14%)   |
| 2004   |                                    | Platforma Obywatelska              | Parlament Europejski VI kadencji | nr 11 | 173 389 (22,71%) |
| 2009   | Parlament Europejski VII kadencji  | Platforma Obywatelska              | 393 117 (42,17%)                 | nr 11 |                  |
| 2014   | Parlament Europejski VIII kadencji | Platforma Obywatelska              | 254 319 (30,01%)                 | nr 11 |                  |
| 2019   |                                    | Koalicja Europejska                | Parlament Europejski IX kadencji | nr 11 | 422 445 (26,41%) |

## Odznaczenia i wyróżnienia
W 2012, w uznaniu znamienitych zasług dla Rzeczypospolitej Polskiej, a w szczególności dla przemian demokratycznych w Polsce, za działalność naukową i państwową, za wybitne osiągnięcia w działalności politycznej na arenie międzynarodowej, został odznaczony przez Bronisława Komorowskiego Orderem Orła Białego. Uroczystość odznaczenia odbyła się 11 listopada 2012. 16 sierpnia 2013 wszedł w skład Kapituły Orderu Orła Białego. Zrezygnował z członkostwa w niej krótko przed 5 stycznia 2016 w okresie prezydentury Andrzeja Dudy.
W 1998 otrzymał Krzyż Wielki I Klasy Odznaki Honorowej za Zasługi dla Republiki Austrii. W 2001 został odznaczony hiszpańskim Krzyżem Wielkim Orderu Izabeli Katolickiej i węgierskim Krzyżem Wielkim Orderu Zasługi Republiki, w 2014 estońskim Orderem Krzyża Ziemi Maryjnej I klasy, w 2015 niemieckim Krzyżem Wielkim II Klasy Orderu Zasługi RFN.
Jerzy Buzek otrzymał tytuł doctora honoris causa uniwersytetów w Seulu, Dortmundzie oraz Isparcie, Uniwersytetu Śląskiego (2010), Politechniki Opolskiej (2006), Politechniki Śląskiej (2007), Politechniki Łódzkiej (2010), Akademii Górniczo-Hutniczej (2010), Politechniki Wrocławskiej (2010), Wojskowej Akademii Technicznej (2011), Uniwersytetu Kardynała Stefana Wyszyńskiego (2012), Politechniki Świętokrzyskiej (2012), Uniwersytetu Warmińsko-Mazurskiego (2014), Warszawskiego Uniwersytetu Medycznego (2015), Śląskiego Uniwersytetu Medycznego w Katowicach (2025) oraz Uniwersytetu Ekonomicznego w Krakowie (2025). 
Otrzymał takie wyróżnienia jak: „Krzesło roku 1998” („The Warsaw Voice”), Medal Świętego Brata Alberta (1998), Nagroda im. Grzegorza Palki (1998), „Europejczyk roku” (Forum Izb Gospodarczych Unii Europejskiej, 1998), Człowiek Roku tygodnika „Wprost” (1998 i 2009), Medal Golgoty Wschodu przyznany przez Fundację „Golgota Wschodu” (2001), Gustav-Adolf-Preis (2004), „eurodeputowany roku” („The Parliament Magazine”, 2006), Śląska Nagroda Jakości (2007), „człowiek roku” województwa śląskiego („Forbes”, 2007), Nagroda im. Władysława Grabskiego przyznana przez Konfederację Lewiatan (2008), Śląski Oskar (2008), Medal Dnia Pamięci Ofiar Zbrodni Katyńskiej (2008), Złota Odznaka z Brylantem Senatu Politechniki Wrocławskiej (2008), tytuł „Człowieka Roku” 2008 Forum Ekonomicznego, Wiktor 2009 w kategorii „Najpopularniejszy Polityk”, Złota Honorowa Odznaka Polskiego Związku Szachowego (2009), Nagroda Specjalna BCC Lider Polskiego Biznesu (2009), Złota Honorowa Odznaka Krajowej Izby Gospodarczej (2009), Medal „Cordi Poloniae” Konwentu Organizacji Polskich w Niemczech (2012) oraz odznaką honorową „Zasłużony dla Województwa Podkarpackiego”. W 2006 uznany został za najbardziej pracowitego europosła (MEP Awards) w kategorii badania i technologia, w 2013 w kategorii „energia”. W 2020 otrzymał tytuł „Europosła Roku” za wybitne osiągnięcia. W 2011 otrzymał Specjalną Perłę Honorową za działania na rzecz budowania pozycji i prestiżu Polski na świecie, a także honorową Nagrodę im. Wojciecha Korfantego przyznawaną przez Związek Górnośląski. W 2013 odebrał Medal Marcina Lutra nadany mu przez Radę Kościołów Ewangelickich w Niemczech (jako pierwszemu laureatowi spoza Niemiec). W 2015 wyróżniony Komandorią Missio Reconciliationis. W 2024 wyróżniony Nagrodą im. bp. Tadeusza Pieronka „In veritate”.
W 1998 otrzymał tytuł honorowego obywatela Chorzowa. W późniejszym czasie wyróżniony tytułami honorowego obywatela Gdyni, Gliwic, Jarosławia, Jastrzębia-Zdroju, Krakowa, Lublińca, Opola, Ostrowa Wielkopolskiego, Piekar Śląskich, Puław, Rudy Śląskiej, Rybnika, Warszawy, Wisły, Zabrza oraz powiatu bieruńsko-lędzińskiego.